# Омичка (волейбольный клуб)
«Омичка» — российский женский волейбольный клуб из Омска.

## Достижения
- победитель розыгрыша Кубка Сибири и Дальнего Востока 2024;
  - бронзовый призёр розыгрыша Кубка Сибири и Дальнего Востока 2021.

## История
Волейбольная команда «Омь-СибГУОР» была образована в сентябре 2016 года на базе молодёжного состава прекратившего существование клуба «Омичка» и Сибирского государственного училища олимпийского резерва (СибГУОР). Главным тренером назначена Анна Плигунова, ранее выступавшая за местные «Спартак» и «Омичку». В том же 2016 году команда стартовала в высшей лиге «Б» чемпионата России, где выступала на протяжении 5 сезонов (2016/17—2020/21).
В сезонах 2019/20 и 2020/21 в своей зоне «Сибирь» омские волейболистки добивались подавляющего преимущества над соперниками (оба раза — по 23 победы в 24 матчах). Финальный же турнир высшей лиги «Б» в 2020 был отменён из-за начавшейся пандемии СОVID-19, а в финале 2021 омички заняли 4-е итоговое место. Решением Исполкома Всероссийской федерации волейбола омской команде, изменившей название на «Омь», предоставлено место в высшей лиге «А».
В августе 2023 года команда получила новое имя «Омичка».

## Результаты в чемпионатах России
| Сезон   | Лига                   | Место |
| ------- | ---------------------- | ----- |
| 2016/17 | Высшая лига Б          | 6     |
| 2017/18 | Высшая лига Б          | 7     |
| 2018/19 | Высшая лига Б          | 4     |
| 2019/20 | Высшая лига Б (Сибирь) | 1     |
| 2020/21 | Высшая лига Б          | 4     |
| 2021/22 | Высшая лига А          | 6     |
| 2022/23 | Высшая лига А          | 7     |
| 2023/24 | Высшая лига А          | 2     |
| 2024/25 | Суперлига              | 13    |

## Арена
С 2021 года домашние матчи «Омичка» проводит в спортивном зале комплекса «Омский велоцентр». Адрес в Омске: улица Вавилова, 45/1.
В 2024 года играла и в комплексе G-Drive Арена, вместимостью до 12,000 зрителей.

## Сезон 2024—2025

### Переходы
- Пришли: А.Лопато («Минчанка»), Е.Ткачёва («Динамо» Краснодар), И.Соболева («Протон»), О.Афонина («Локомотив»-2), М.Колурбаси («Хюльте-Хальсмтад», Швеция), А.Мирошниченко («Корабелка»), главный тренер А.Подкопаев.
- Ушли: Е.Диких, Е.Булатова, А.Асландзия, А.Бёк, Д.Бобровская, А.Медведева, главный тренер В.Ушаков.
- Отзаявлены: М.Колурбаси, А.Лукина.
- Дозаявлена: Н.Кроткова («Сарыер», Турция).

### Состав
| №  | Имя, фамилия       | Год рождения | Рост | Амплуа      | Гражданство |
| -- | ------------------ | ------------ | ---- | ----------- | ----------- |
| 1  | Вера Антонова      | 2001         | 178  | нападающая  | Россия      |
| 2  | Наталья Кроткова   | 1992         | 186  | нападающая  | Россия      |
| 3  | Зарина Воситова    | 2000         | 185  | нападающая  | Россия      |
| 6  | Анастасия Лопато   | 1996         | 190  | связующая   | Беларусь    |
| 7  | Екатерина Новикова | 1996         | 182  | связующая   | Россия      |
| 9  | Елена Ткачёва      | 1989         | 183  | нападающая  | Россия      |
| 10 | Ольга Афонина      | 2005         | 194  | центральная | Россия      |
| 11 | Яна Чередникова    | 1990         | 190  | нападающая  | Россия      |
| 12 | Ирина Соболева     | 2000         | 185  | центральная | Россия      |
| 16 | Татьяна Щукина     | 1991         | 194  | центральная | Россия      |
| 18 | Анна Мирошниченко  | 1996         | 170  | либеро      | Россия      |
| 21 | Елизавета Лялина   | 2002         | 177  | либеро      | Россия      |
| 23 | Владислава Коржова | 1998         | 185  | нападающая  | Россия      |
| 30 | Амалия Горбатюк    | 2005         | 180  | связующая   | Россия      |

- Главный тренер — Андрей Подкопаев.
- Старший тренер — Николай Аштаев.
- Тренер — Станислав Потапов.
- Тренер-статистик — Данил Самойлов.
- Начальник команды — Алексей Плигунов.
- Директор ВК «Омь» — Роман Гусев.
- Спортивный директор — Сергей Куфрин.